# FK DAC 1904 Dunajská Streda
FK DAC 1904 Dunajská Streda je slovački nogometni klub iz grada Dunajská Streda. Trenutačno se natječe u slovačkoj Fortuna Ligi, najjačem razredu slovačkog nogometa. Mađarska manjina u Slovačkoj snažno podržava klub. 

## Vanjske poveznice
- Službene stranice (sl.)